# Findenigkofel
Der Findenigkofel (italienisch: Monte Lodin) ist ein 2016 m ü. A. hoher Berg in den Karnischen Alpen, der im Grenzgebiet zwischen dem österreichischen Bundesland Kärnten und der Region Friaul-Julisch Venetien in Italien liegt.

## Geschichte
Während des Ersten Weltkriegs lag der Findenigkofel nach der am 23. Mai 1915 erfolgten Kriegserklärung Italiens in einem heftig umkämpften Abschnitt des zwischen der österreichisch-ungarischen k. u. k. Monarchie und Italien verlaufenden Frontgebietes. Bereits zwei Tage nach der italienischen Kriegserklärung wurde der Berg von italienischen Truppen eingenommen und erst nach mehrmaligen vergeblichen Angriffen der Österreicher konnte ihn deren 12. Gebirgsbrigade schließlich Mitte September 1915 wieder zurückerobern. Bis zum Ende des Krieges verblieb der Berg dann unter österreichischer Kontrolle.

## Bilder

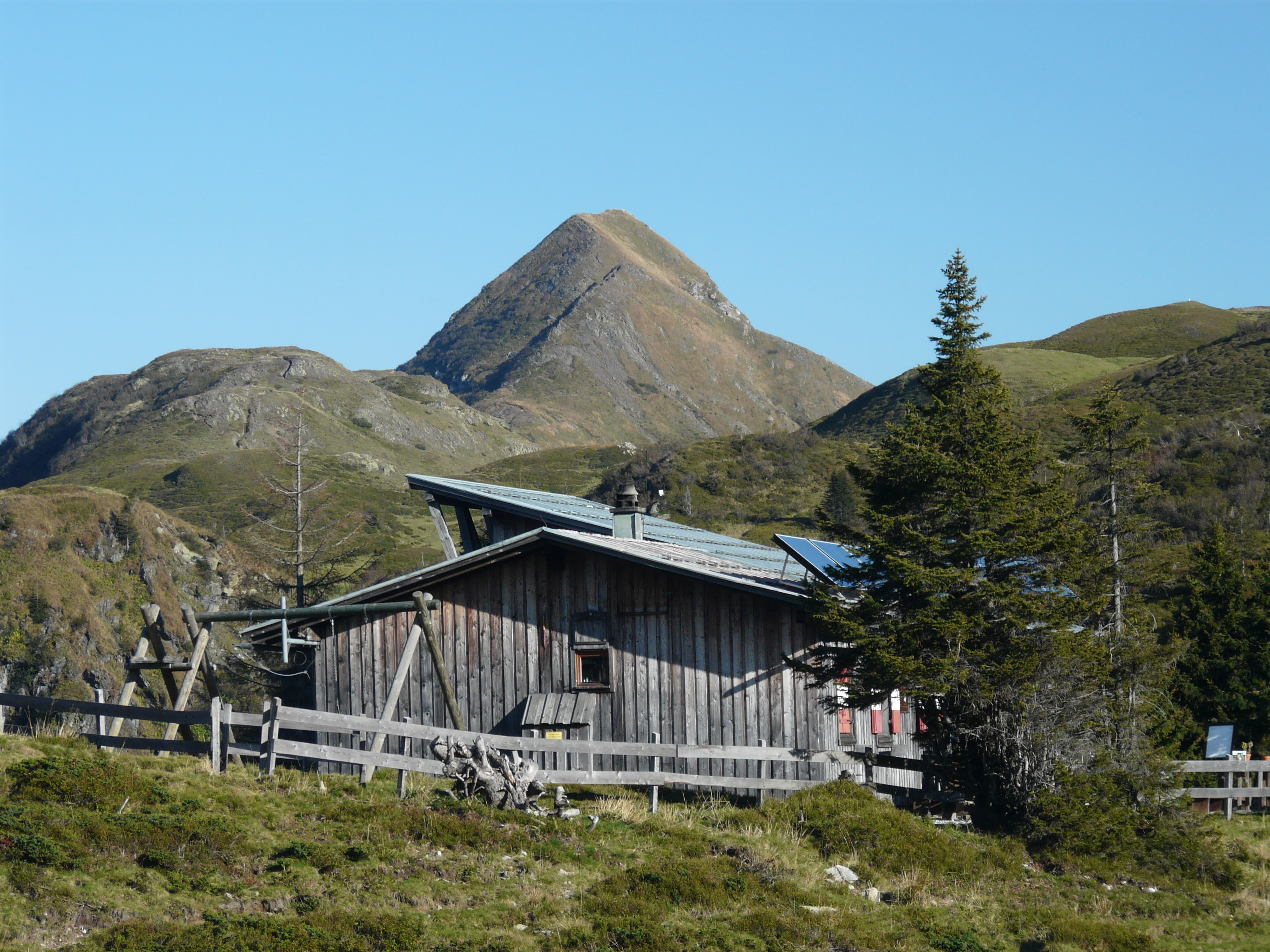
Der Findenigkofel, mit der Zollnerseehütte im Vordergrund
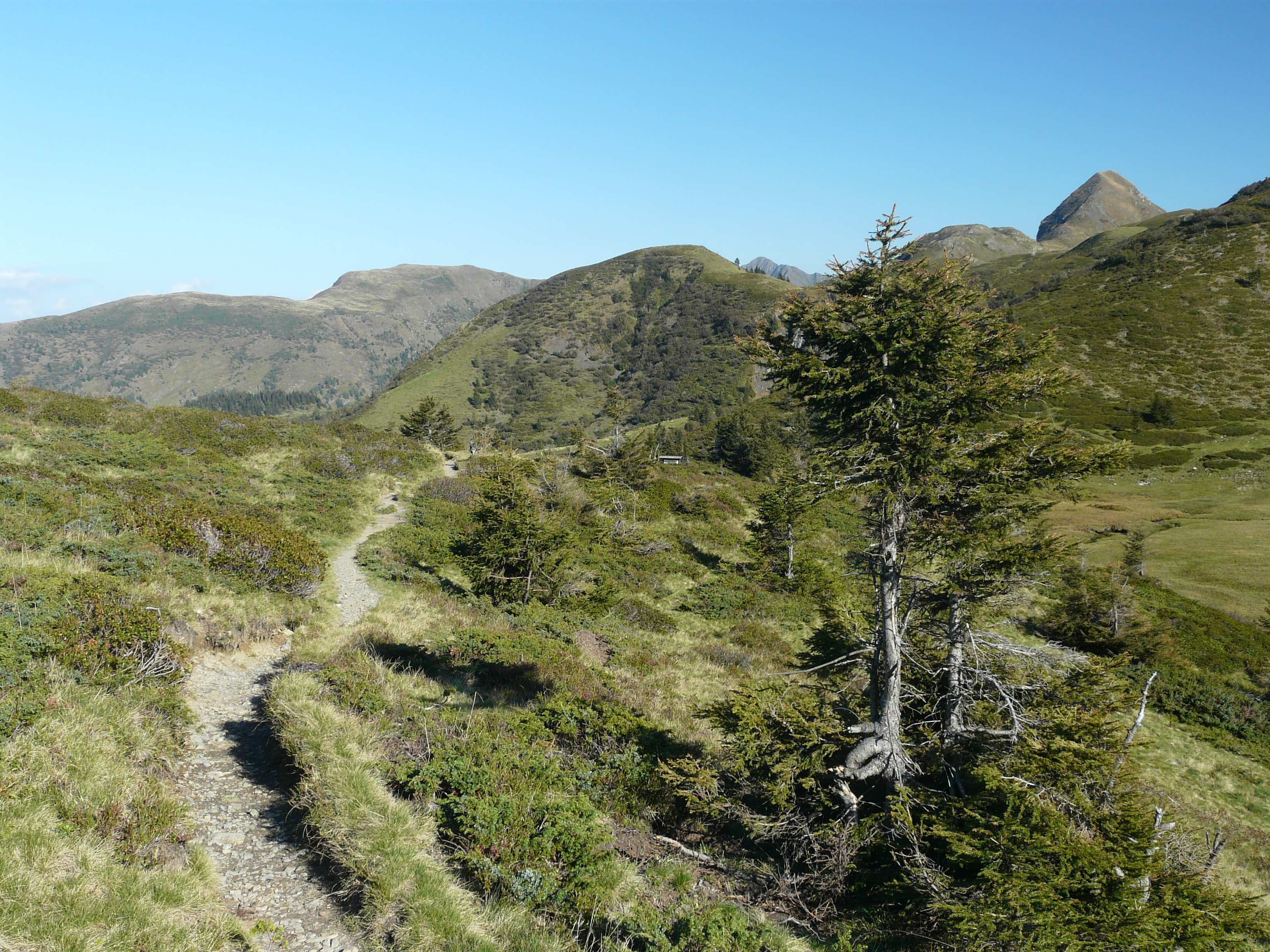
Der Karnische Höhenweg mit dem Findenigkofel im Hintergrund
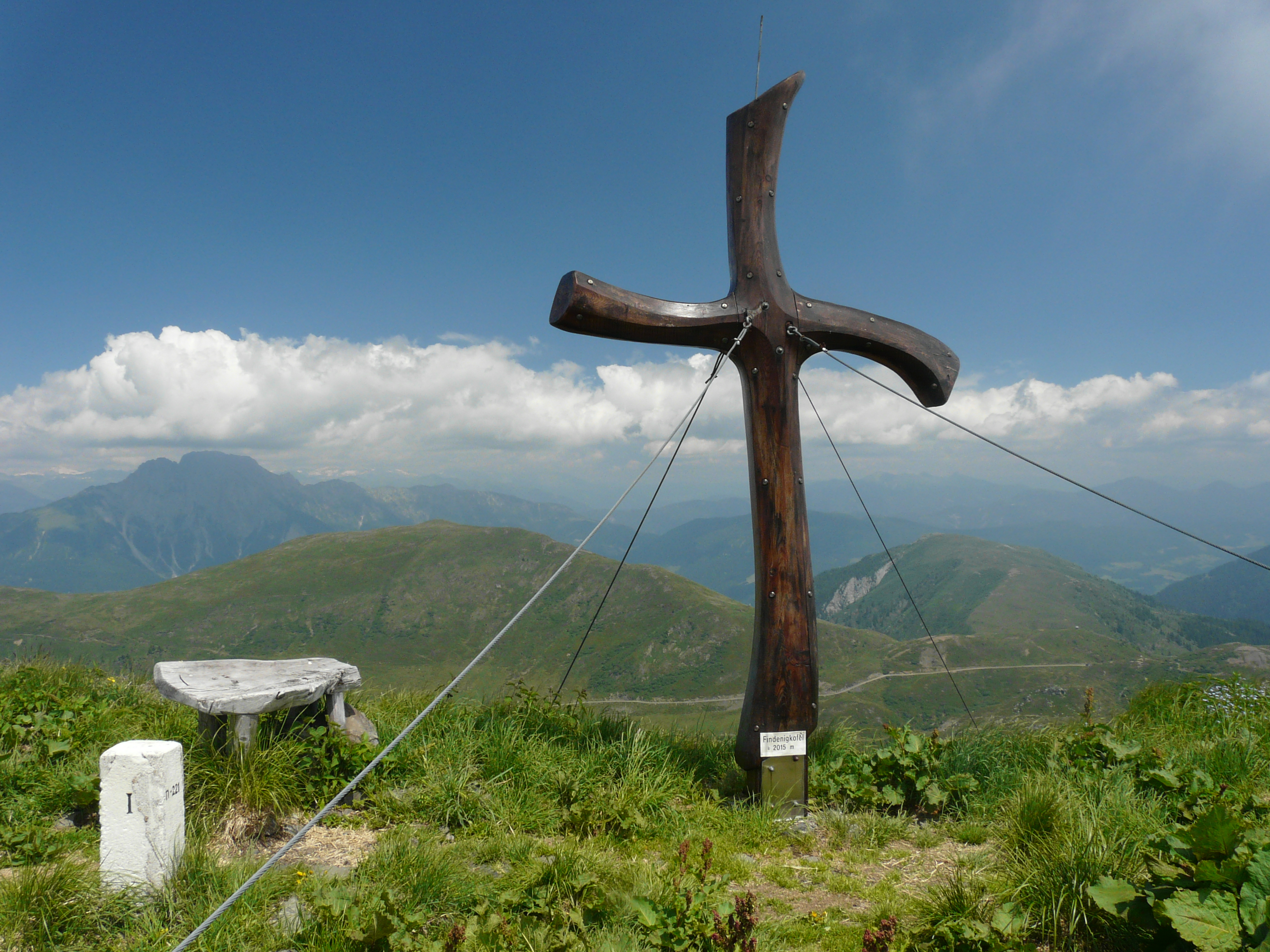
Das Gipfelkreuz des Findenigkofels